# Indomptable Angélique
Pour les articles homonymes, voir Angélique.
Série
Angélique et le Roy
(1966) Angélique et le Sultan
(1968)
Pour plus de détails, voir Fiche technique et Distribution.
Indomptable Angélique est un film franco-italo-allemand de Bernard Borderie, sorti en 1967. Il fait suite à Angélique et le Roy et précède Angélique et le Sultan.

## Résumé
Angélique ayant appris que son premier mari, Joffrey de Peyrac, est toujours en vie, elle part à sa recherche dans le Sud de la France, en compagnie de son fidèle alchimiste Savary. Ils pensent l'avoir trouvé sur une île où un lépreux évoque un pirate appelé le Rescator, avant de se suicider pour échapper aux hommes du duc de Vivonne. Angélique contraint ce dernier, qui veut la ramener au roi de France Louis XIV, de la conduire en bateau en Sardaigne, sous la menace de révéler que la sœur du duc, madame de Montespan, est en relation avec des cercles occultistes (voir Angélique et le Roy).
Au large de la Sardaigne, le navire est attaqué par le Rescator, un pirate qui s'en prend à tous les navires du roi de France. Angélique ne sait pas que le pirate masqué est en fait Joffrey et elle saute à l'eau pour lui échapper. Maitre Savary, repêché par les hommes du Rescator, lui révèle juste avant de mourir qu'Angélique se trouvait à bord du bateau qu'il a détruit.
Angélique est repêchée par d'Escrainville, un noble qui a été exilé à cause d'une femme et se venge maintenant sur toutes les femmes. Il viole Angélique puis l'enferme à fond de cale avec des prisonniers, leur enjoignant de profiter de la situation. Angélique est sauvée des outrages par le second d'Escrainville, qui ne veut pas gâcher la marchandise de valeur qu'elle représenterait dans une vente aux esclaves. Lorsque Joffrey (alias le redouté Rescator) monte à bord et dit à d'Escrainville qu'il est à la recherche d'Angélique, celui-ci prétend ne l'avoir jamais vue.
Désormais choyée pour que sa valeur marchande soit plus grande, Angélique est conduite en Crête pour être vendue dans un marché aux esclaves. Pour la convaincre d'y participer de son plein gré, d'Escrainville et son second l'enferment dans une pièce où surgissent d'innombrables chats sauvages. Angélique cède, mais parvient à convaincre des chevaliers de l'Ordre de Malte, qui viennent racheter des prisonniers européens, d'enchérir suffisamment pour la libérer. La beauté finalement dénudée d'Angélique fait monter les enchères à un niveau trop élevé, et même le roi du Maroc auquel elle avait été promise par d'Escrainville doit s'avouer vaincu :  Angélique est achetée par un inconnu. Il s'avère que l'acheteur est un envoyé de Joffrey, qui la conduit au château de son mari. Les voilà tous les deux enfin réunis, même si leurs aventures respectives les ont séparés. Mais le feu prend sur le bateau de Joffrey, et Angélique lui enjoint d'aller sauver son navire. Angélique, faite prisonnière lors de cette diversion, quitte la rive sur le bateau d'Escrainville qui a récupéré son butin, sous le regard impuissant de Joffrey.

## Fiche technique
- Titre français : Indomptable Angélique
- Réalisation : Bernard Borderie
- Scénario : Bernard Borderie, Francis Cosne, d'après le roman d'Anne et Serge Golon
- Dialogues : Pascal Jardin et Louis Agotay
- Décors : Robert Giordani
- Costumes : Rosine Delamare
- Photographie : Henri Persin
- Son : Antoine Petitjean
- Montage : Christian Gaudin
- Musique : Michel Magne
- Production : François Chavane, Raymond Borderie, Francis Cosne
- Sociétés de production : 
  -  Cinéphonic, CICC, Francos Films
  -  FonoRoma
  -  Gloria-Film GmbH
- Société de distribution : SN Prodis
- Pays d'origine :  France,  Allemagne de l'Ouest,  Italie
- Langue originale : français
- Format : Couleur (Eastmancolor) — 35 mm — 2,35:1 — son Mono
- Genre : film d'aventure, film historique
- Durée : 82 minutes
- Date de sortie : France : 22 octobre 1967

## Distribution
- Michèle Mercier : Angélique de Peyrac
- Robert Hossein : Joffrey de Peyrac "Le Rescator"
- Roger Pigaut : Pierre-Marie D'Escrainville
- Bruno Dietrich : Coriano
- Christian Rode (V.F. : Jean-Louis Jemma) : Vivonne
- Pasquale Martino (V.F. : Georges Chamarat) : Savary
- Ettore Manni (V.F. : Christian  Barbier) : Jason
- Arturo Dominici (V.F. : Jean Topart) : Mezzo Morte
- Sieghardt Rupp : Millerand
- Gaby Mesee : fille sur le bateau d'Escrainville
- Paul Muller : un chevalier de Malte
- Gianni Solaro : un chevalier de Malte
- Mino Doro : haut-commissaire des ventes
- Leopoldo Bendandi : acheteur turc
- Paolo Giusti : lépreux
- Mimmo Poli : un acheteur
- Samia Sali : Yasmine
- Renato De Carmine
- Jacques Toja : narrateur

## Autour du film
Le film a été tourné presque entièrement en Italie, et spécialement en Sardaigne.
 Les scènes du marché aux esclaves sont tournées en Tunisie, dans le village de Sidi Bou Saïd.

### Série de films
La série des Angélique, qui comporte cinq films réalisés par Bernard Borderie, a été un énorme succès commercial lors de sa sortie et plusieurs dizaines de fois rediffusée à la télévision depuis.
- 1964 : Angélique, Marquise des anges
- 1965 : Merveilleuse Angélique
- 1966 : Angélique et le Roy
- 1967 : Indomptable Angélique
- 1968 : Angélique et le Sultan